# 清水孝之
清水 孝之（しみず たかゆき、1918年11月5日 - 1994年3月1日）は、日本の国文学者。愛知県三河地方の小中高校の校歌を数多く作詞した。

## 経歴
出生から修学期
1918年、愛知県岡崎市で生まれた。1936年、愛知県岡崎中学校（現・愛知県立岡崎高等学校）を卒業。東京帝国大学文学部国文科に進み、1941年に卒業。
国文学者として
卒業後は、愛知第二師範学校講師に就いた。その後、安城女子専門学校（現・愛知学泉短期大学）講師。1951年、広島女子短期大学助教授となった。次いで高知女子大学助教授。1962年、学位論文『蕪村は画家か俳人か：その俳諧史的研究』を大阪大学に提出して文学博士号を取得。愛知県立芸術大学教授となり、在任中は同附属図書館長も務めた。1983年に愛知県立芸術大学を定年退官し、名誉教授となった。その後は皇學館大學教授として教鞭を執り、1988年に退職した。

## 受賞・栄典
- 1992年：勲三等旭日中綬章を受章。

## 著作
著書
- 『蕪村の芸術』至文堂 1947
- 『蕪村評伝』大八洲出版(俳文学叢刊) 1947
- 『蕪村の解釈と鑑賞』明治書院 1956
- 『与謝蕪村の鑑賞と批評』明治書院 1983
- 『土佐日記の風土』高知市民図書館 1987
- 『中山高陽』高知市文化振興事業団 1987
- 『追跡・三浦樗良』皇学館大学出版部 1991
- 『蕪村の遠近法』国書刊行会 1991
- 『加藤暁台：研究・鑑賞・資料』和泉書院 1996

校注
- 『新註新花摘』与謝蕪村著、大礒義雄共編、武蔵野書院 1953
- 『中山高陽紀行集』校注、高知市教育委員会公民課 1957
- 『蕪村・一茶』(日本古典鑑賞講座 22) 中村草田男、栗山理一共編、角川書店 1957
- 『与謝蕪村集』(日本古典全書) 潁原退蔵校註 清水増補、朝日新聞社 1957
- 『富士日記、奥遊日記』(土佐群書集成 14) 池川春水著、高知地方史研究会共編、高知市立市民図書館 1968
- 『中興俳論俳文集』(古典俳文学大系 14) 松尾靖秋共校注 集英社 1971
- 『暁台の研究』伊藤東吉著、野田千平共編、藤園堂書店 1976
- 『与謝蕪村集』(新潮日本古典集成) 校注、新潮社 1979

校歌作詞
- 愛知県立岡崎東高等学校（作曲：今井円治）
- 愛知県立豊橋西高等学校（作曲：川島博）
- 愛知県立豊田南高等学校（作曲：川島博）
- 愛知県立豊野高等学校（作曲：中田直宏）
- 岡崎市立葵中学校（作曲：永見貞三）
- 岡崎市立城北中学校（作曲：中田喜直）
- 岡崎市立新香山中学校（作曲：川島博）
- 岡崎市立竜美丘小学校（作曲：川崎祥悦）
- 豊田市立豊南中学校（作曲：中田喜直）
- 碧南市立中央中学校（作曲：中田直宏）
- 知立市立知立南中学校（作曲：川崎祥悦）
- 豊田市立竜神中学校（作曲：中田直宏）
- 豊田市立高橋中学校（作曲：伊藤亘行）

## 参考
- 『蕪村の解釈と鑑賞』著者紹介
- 『新潮日本古典集成』校注者紹介
- 読売新聞叙勲記事